# Campeonato Mundial de Halterofilismo de 2013 - Até 58 kg feminino
A categoria até 58 kg feminino foi um evento do Campeonato Mundial de Halterofilismo de 2013, disputado no Salão do Centenário, em Breslávia, na Polónia, no dia 22 de outubro de 2013. 

## Calendário
Horário local (UTC+2)
| Dia           | Horário | Fase    |
| ------------- | ------- | ------- |
| 22 de outubro | 12:00   | Grupo B |
| 22 de outubro | 16:55   | Grupo A |

## Medalhistas
| Evento    | Ouro                 | Ouro   | Prata                   | Prata  | Bronze                  | Bronze |
| --------- | -------------------- | ------ | ----------------------- | ------ | ----------------------- | ------ |
| Arranque  | Deng Wei (CHN)       | 108 kg | Kuo Hsing-chun (TPE)    | 108 kg | Alexandra Escobar (ECU) | 103 kg |
| Arremesso | Kuo Hsing-chun (TPE) | 133 kg | Alexandra Escobar (ECU) | 122 kg | Elena Shadrina (RUS)    | 122 kg |
| Total     | Kuo Hsing-chun (TPE) | 241 kg | Alexandra Escobar (ECU) | 225 kg | Elena Shadrina (RUS)    | 218 kg |

## Recordes
Antes desta competição, o recorde mundial da prova era o seguinte:
| Recorde         | Tipo      | Atleta             | Peso   | Local  | Data                  |
| Recorde Mundial | Arranque  | Chen Yanqing (CHN) | 111 kg | Doha   | 3 de dezembro de 2006 |
| Recorde Mundial | Arremesso | Qiu Hongmei (CHN)  | 141 kg | Tai'an | 23 de abril de 2007   |
| Recorde Mundial | Total     | Chen Yanqing (CHN) | 251 kg | Doha   | 3 de dezembro de 2006 |

## Resultado
Os resultados foram os seguintes. 
| Pos.              | Atleta                   | Grupo | Peso  | Arranque (kg) | Arranque (kg) | Arranque (kg) | Arranque (kg)     | Arremesso (kg) | Arremesso (kg) | Arremesso (kg) | Arremesso (kg)    | Total |
| Pos.              | Atleta                   | Grupo | Peso  | 1             | 2             | 3             | Resultado         | 1              | 2              | 3              | Resultado         | Total |
| ----------------- | ------------------------ | ----- | ----- | ------------- | ------------- | ------------- | ----------------- | -------------- | -------------- | -------------- | ----------------- | ----- |
| Medalha de ouro   | Kuo Hsing-chun (TPE)     | A     | 57.73 | 103           | 106           | 108           | Medalha de prata  | 133            | 136            | 136            | Medalha de ouro   | 241   |
| Medalha de prata  | Alexandra Escobar (ECU)  | A     | 57.32 | 98            | 103           | 106           | Medalha de bronze | 120            | 120            | 122            | Medalha de prata  | 225   |
| Medalha de bronze | Elena Shadrina (RUS)     | A     | 57.59 | 93            | 96            | 96            | 5                 | 115            | 119            | 122            | Medalha de bronze | 218   |
| 4                 | Loredana Toma (ROU)      | A     | 57.92 | 91            | 95            | 98            | 6                 | 111            | 116            | 118            | 5                 | 213   |
| 5                 | Yuliya Kalina (UKR)      | A     | 57.84 | 94            | 96            | 97            | 7                 | 114            | 118            | 118            | 4                 | 212   |
| 6                 | Joanna Łochowska (POL)   | A     | 57.61 | 88            | 92            | 94            | 8                 | 110            | 115            | 118            | 7                 | 207   |
| 7                 | Mikiko Ando (JPN)        | A     | 57.70 | 86            | 90            | 92            | 10                | 113            | 117            | 121            | 6                 | 207   |
| 8                 | Saule Saduakassova (KAZ) | B     | 57.41 | 83            | 87            | 90            | 9                 | 105            | 105            | 110            | 8                 | 200   |
| 9                 | Quisia Guicho (MEX)      | A     | 57.97 | 85            | 88            | 90            | 11                | 108            | 113            | 113            | 9                 | 196   |
| 10                | Jennifer Hernández (ECU) | B     | 57.85 | 80            | 80            | 84            | 12                | 102            | 106            | 111            | 10                | 190   |
| 11                | Cortney Batchelor (USA)  | B     | 57.51 | 80            | 80            | 85            | 13                | 100            | 105            | 105            | 11                | 180   |
| 12                | Angelica Roos (SWE)      | B     | 57.27 | 77            | 78            | 80            | 14                | 98             | 102            | 102            | 12                | 176   |
| 13                | Ruby Malvina (SEY)       | B     | 57.58 | 65            | 65            | 70            | 15                | 90             | 95             | 100            | 13                | 160   |
| —                 | Deng Wei (CHN)           | A     | 57.27 | 105           | 108           | 108           | Medalha de ouro   | 133            | 133            | 133            | —                 | —     |
| —                 | Ri Jong-hwa (PRK)        | A     | 57.74 | 103           | 107           | 107           | 4                 | 132            | 132            | 132            | —                 | —     |